# 부자 아빠 가난한 아빠
《부자 아빠 가난한 아빠》는 로버트 기요사키와 샤론 렉터가 1997년에 쓴 책이다. 그것은 금융 지식(금융 교육), 재정 자립과 투자를 통한 재산의 구축, 인플레이션을 대비한 투자, 기업의 창업과 소유의 중요성을 옹호한다.
《부자 아빠 가난한 아빠》는 표면적으로 기요사키의 삶을 기반으로 한 비화 스타일로 작성되었다. '부자 아빠'는 기업가 정신과 현명한 투자로 부를 축적한 친구의 아버지이고, '가난한 아빠'는 평생 열심히 일했지만 재정적 안정을 얻지 못한 기요사키의 친아버지라고 한다.